# یخشار

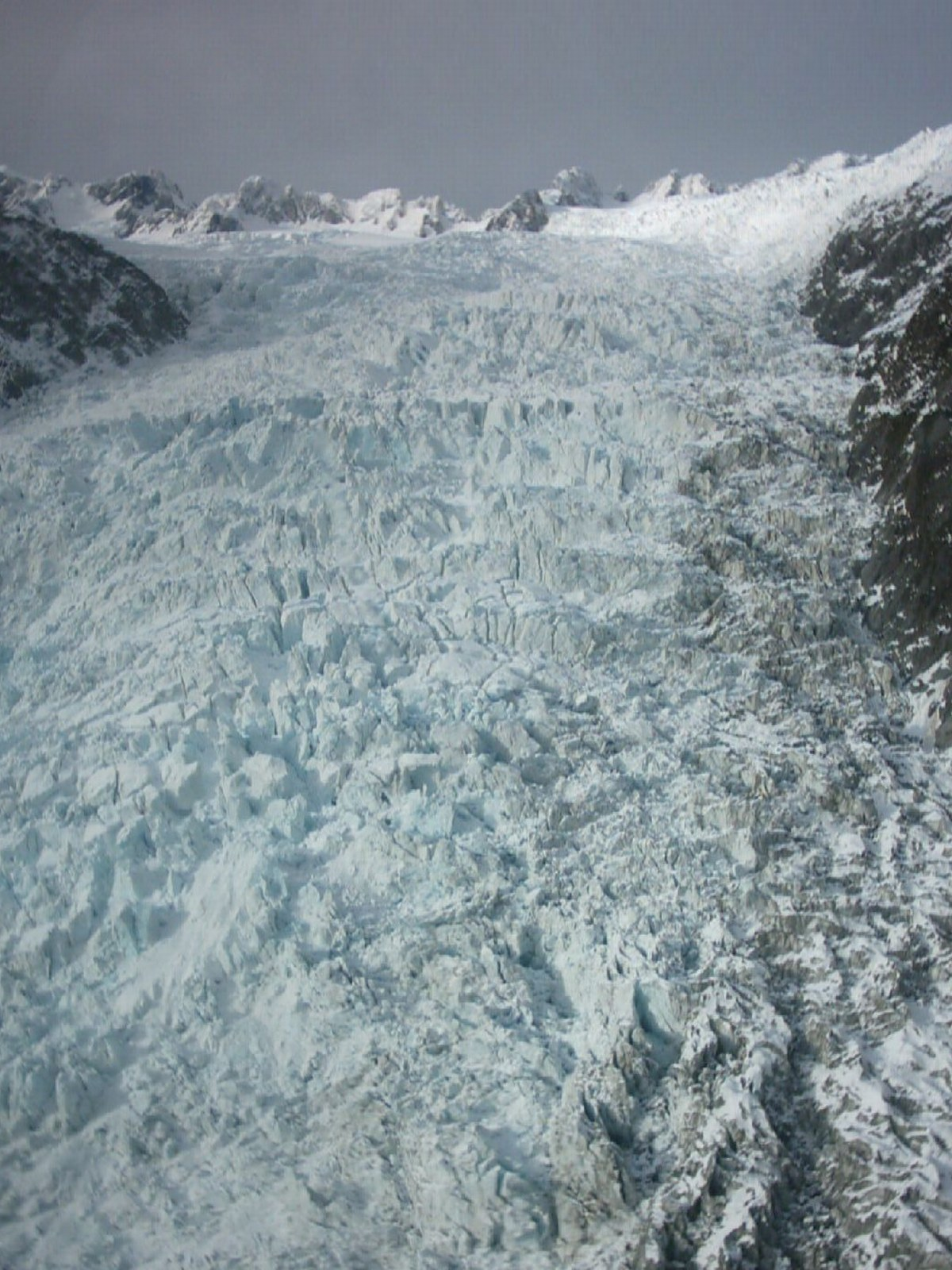
یخشار در یخچال فرانتز یوزف در نیوزلند.

در بخش‌هایی از یخچال‌های طبیعی گاه شیب‌های ناگهانی مسیر بسیار زیاد می‌شود و اگر شکل‌پذیری یخ در آن محل کافی نباشد یخچال می‌شکند و به صورت قطعات بریده‌بریده‌ای از بالا به پایین ریزش می‌کند و در پای آن بر روی هم انباشته می‌شوند.
به این پدیده یَخشار گفته می‌شود.
یخشار یخچال معروف خومبو در زیر قله اورست مشهورترین نمونه از یخشار است.